# جرارد دلانتی
جرارد دلانتی (به انگلیسی: Gerard Delanty) (زادهٔ ۱۹۶۰) جامعه‌شناس بریتانیایی و استاد جامعه‌شناسی و تفکرات سیاسی و اجتماعی در دانشگاه ساسکس است. او همچنین ویراستار مجلهٔ نظریهٔ اجتماعی اروپا است.